# Station Brønderslev
Station Brønderslev is een station in Brønderslev in het noorden van Denemarken. Brønderslev ligt aan de lijn Aalborg - Frederikshavn. De treindienst wordt uitgevoerd door DSB. In Hjørring is er een aansluiting op de lijn naar Hirtshals.
Het huidige stationsgebouw dateert uit 1966. Het verving een eerder station uit 1871, ontworpen door N.P.C. Holsøe.